# Albigny-sur-Saône
Albigny-sur-Saône è un comune francese di 2 793 abitanti situato nella metropoli di Lione della regione Alvernia-Rodano-Alpi.

## Società

### Evoluzione demografica
Abitanti censiti